# K6리그 대구
K6리그 대구(K6 League Daegu)는 대한민국 대구광역시에서 진행되는 축구 대회이다. 

## 역사
2019년에 'K6 대구광역시 리그'라는 이름으로 시작되었다. 2019시즌에는 1개 권역에 6개 선수단이 참여하고있다.

## 시즌별 결과
| 시즌   | 권역 | 참가 | 우승 | 준우승 | 승격 | 강등 | 비고 |
| ------ | ---- | ---- | ---- | ------ | ---- | ---- | ---- |
| 2019년 | 1개  | 6팀  |      |        |      |      |      |

## 같이 보기
- K6리그